# Nicoleta
Nicoleta este un nume feminin românesc derivat din Nicolae. Provine dintr-un împrumut occidental.
Persoanele notabile botezate cu acest nume sunt următoarele:
- Nicoleta Alexandru (Nicola), cântăreață care a reprezentat România la Eurovision Song Contest 2003
- Nicoleta Dincă, handbalistă română
- Nicoleta Grasu, aruncătoare de discuri română
- Nicoleta Luciu, actriță română
- Nicoleta Onel⁠(d), gimnastă română
- Nicoleta Safta, handbalistă română
- Nicoleta Daniela Șofronie, gimnastă artistică

## Vezi si
- Nikoleta (dezambiguizare)
- Nicoletta (dezambiguizare)